# Merwede
El Merwede (etimología incierta, posiblemente derivado del antiguo holandés Merwe o Merowe, una palabra que significa "agua ancha") es el nombre de varios tramos de ríos conectados en los Países Bajos, entre las ciudades de Woudrichem, Dordrecht y Papendrecht. El río es parte del delta del Rin-Mosa-Escalda y es alimentado principalmente por el río Rin.
Al principio, una rama desconectada del Mosa se une al Waal en Woudrichem para formar el Boven Merwede (Merwede Superior). Unos pocos kilómetros aguas abajo se divide en el Beneden Merwede (Merwede Inferior) a la derecha y Nieuwe Merwede (Nuevo Merwede) a la izquierda. Todos estos son ríos de marea. El Nieuwe Merwede se une al Bergse Maas cerca de Lage Zwaluwe para formar el estuario Hollands Diep, y separando la isla de Dordrecht del parque nacional de Biesbosch. El Beneden Merwede se divide en el río Noord y el río Oude Maas cerca de Papendrecht.

## Historia
En la época medieval, el nombre Merwede (o "Merwe" en holandés medio) era el nombre de un tramo continuo de río, considerado como la parte inferior del río Waal (una de las principales ramas de distribución del Rin), y llevó este nombre durante todo su recorrido hacia el mar. Más tarde, el nombre Merwede se dejó de usar río abajo de la ciudad de Papendrecht y se reemplazó con el de río Noord y, aún más abajo, Nuevo Mosa. Sólo la parte del río entre Woudrichem en Papendrecht conservó su nombre.
Los confusos nombres de los ríos son el resultado de dos grandes eventos de inundación, que resultaron en un cambio significativo en el curso y el flujo de los ríos inferiores. El primero de estos eventos obligó al río Mosa a tomar un rumbo más al norte y creó una conexión directa entre el Mosa y el Merwede en la ciudad de Woudrichem. Los nombres de varios tramos de los ríos inferiores se cambiaron para reflejar esto, por ejemplo, Oude Maas y Nieuwe Maas.
Durante un segundo evento de inundación (Inundación de Santa Isabel (1421)), una brecha importante en las dunas costeras de Holanda creó una entrada que eventualmente alcanzaría el Merwede, creando así un nuevo camino hacia el mar, más al sur y más corto. La mayor parte del flujo del río Mosa, y una parte considerable del flujo del Rin (por medio del Waal), se desviaron hacia este nuevo camino (el actual parque nacional de Biesbosch, Hollands Diep y Haringvliet). A partir de ese momento, el Oude Maas y el Nieuwe Maas recibieron poco caudal del Mosa. En los últimos siglos, la influencia del Mosa ha disminuido aún más, hasta el punto de que los principales tramos del río llamados Oude Maas y Nieuwe Maas se han separado esencialmente del río Mosa por completo.
Tanto el Merwede actual como todos sus tramos más bajos (ahora llamados río Noord, Oude Maas y Nieuwe Maas) ahora son alimentados casi exclusivamente por el Rin, mientras que en el Mosa se ha construido una  desembocadura artificial, Bergse Maas, y los dos ríos. Rin y Mosa ahora están separados sobre todo para reducir el riesgo de inundaciones. Esta separación de los ríos Rin y Mosa se considera el mayor logro en la ingeniería hidráulica holandesa antes de la finalización de Zuiderzee Works y del Plan Delta.
Probablemente el nombre de la dinastía Merovingia deriva de este río.